# 柵村
柵村（しがらみむら）は長野県上水内郡にあった村。現在の長野市戸隠栃原・戸隠祖山にあたる。

## 地理
- 山：陣場平山、新倉山、荒倉山、砂鉢山
- 河川：裾花川

## 歴史
- 文政4年（1821年）の古文書には「志賀羅美」、天保14年（1843年）の古文書には「柵」と見える[1]。
- 1889年（明治22年）4月1日 - 町村制の施行により、栃原村・祖山村の区域をもって発足。
- 1957年（昭和32年）8月1日 - 戸隠村と合併し、改めて戸隠村が発足。同日柵村廃止。

## 由来
紅葉伝説を題材にした謡曲『紅葉狩』にある「げにや谷川に風の懸けたる柵は」から採用したという説がある。